# High Mobility Multipurpose Wheeled Vehicle

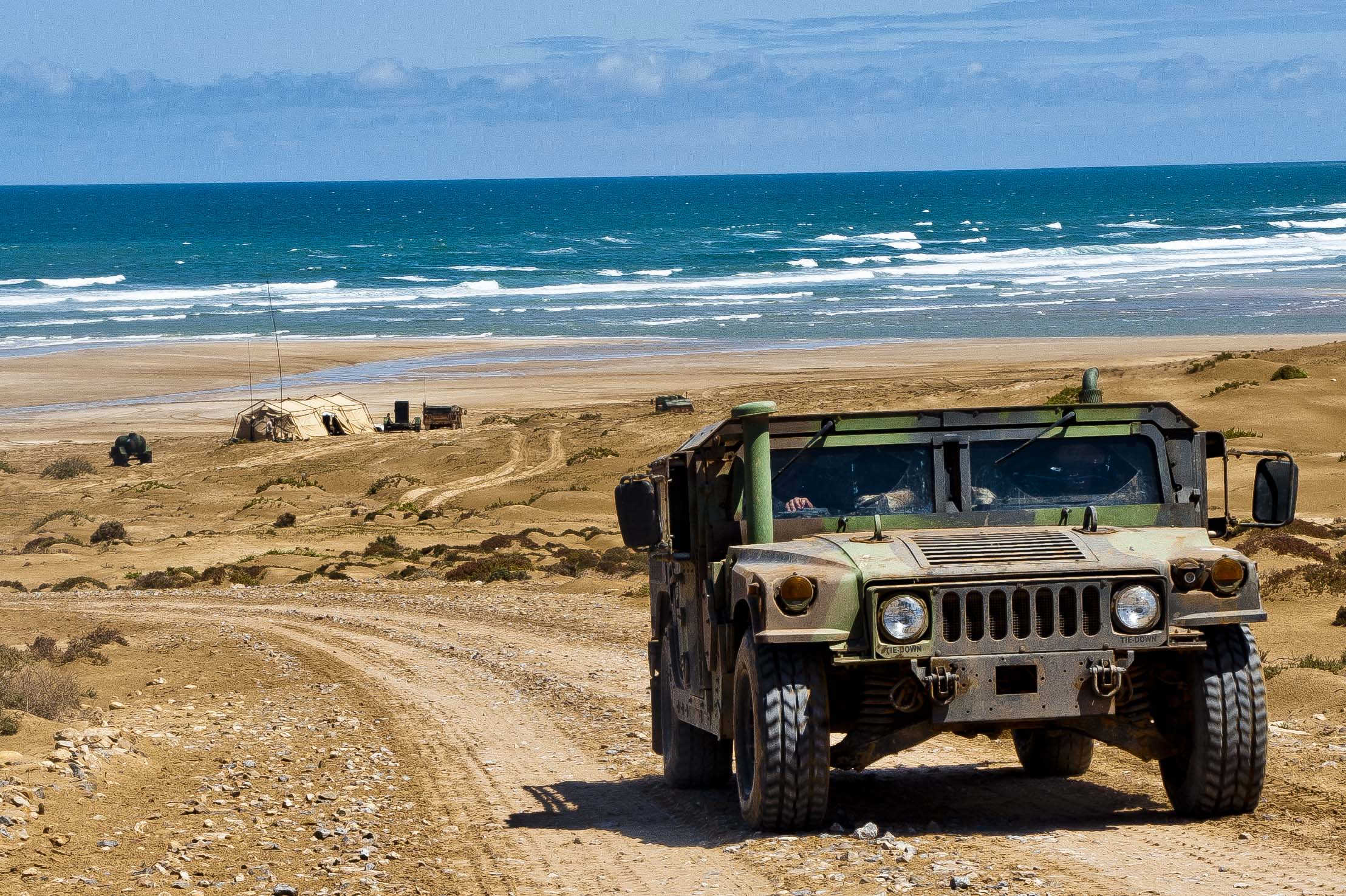
HMMWV

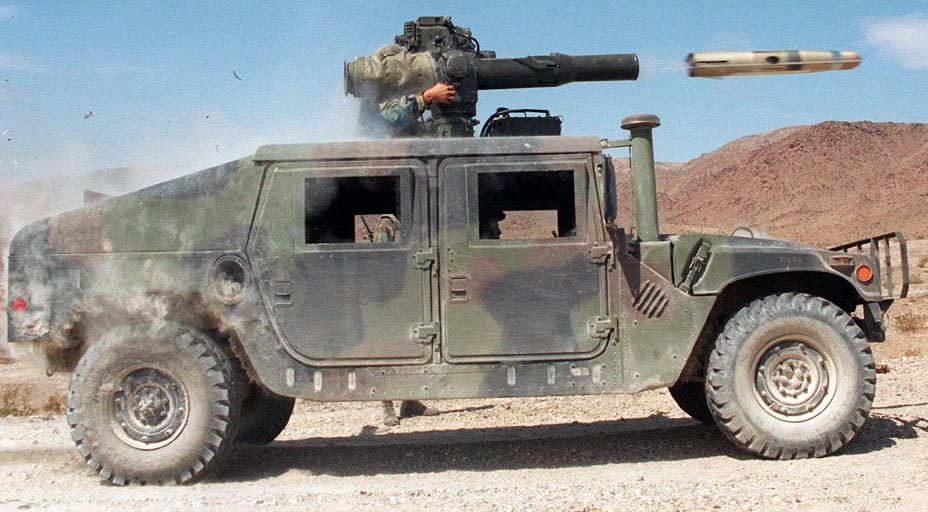
HMMWV vuurt een TOW raket af

De M998 High Mobility Multipurpose Wheeled Vehicle (afgekort tot HMMWV, dat uitgesproken wordt als Humvee) is een militair voertuig. Het heeft de rol van de Jeep en andere lichte voertuigen van het Amerikaanse leger vervangen en wordt ook door een aantal andere landen en organisaties gebruikt.

## Geschiedenis
In de jaren 1970 concludeerde het Amerikaanse leger dat de gemilitariseerde burgervrachtwagens niet langer voldeden aan de eisen. In 1977 ontwikkelde Lamborghini de Cheetah in een poging te voldoen aan de eisen van het leger. In 1979 gaf het leger specificaties uit voor een zeer mobiel voertuig met wielen, geschikt voor meerdere doelen, of in het Engels High Mobility Multipurpose Wheeled Vehicle, afgekort tot HMMWV. In juli van dat jaar begon AM General met de eerste ontwerpen en minder dan een jaar later was het eerste prototype, de M998, klaar om getest te worden.
In juni 1981 gaf het leger AM General opdracht meer prototypes te bouwen om getest te worden. Later werd een productiecontract gesloten voor het fabriceren van 55.000 HMMWVs die in 1985 geleverd moesten zijn. Tijdens Operatie Just Cause in 1989 werd de Humvee voor het eerst bij een militair ingrijpen gebruikt. Het voertuig zou de ruggengraat van veel Amerikaanse eenheden gaan vormen. Meer dan 10.000 werden er tijdens de Irakoorlog in 2003 gebruikt.

## Beschrijving
De HMMWV heeft een laag profiel en is een relatief breed voertuig waardoor de kans op omslaan klein is. Het kan hellingen tot een hoek van 60 graden op- of afrijden. Het chassis is van staal en de opbouw van aluminium om gewicht te sparen. De cabine biedt ruimte aan een chauffeur en, afhankelijk van de configuratie, een of drie passagiers. Er kan vracht met een gewicht van 1,2 ton worden meegenomen. De dieselmotor heeft een cilinderinhoud van 6,2 liter en de automatische versnellingsbak telt drie versnellingen. Er zijn ook versies die met een zwaardere 6,5 liter dieselmotor met turbo zijn uitgevoerd en deze hebben een automatische transmissie met vier versnellingen. De remmen en stuurinrichting zijn bekrachtigd. De brandstoftank heeft een capaciteit van 25 gallons of 95 liter.

### Versies
Er zijn minstens zeventien verschillende versies van de HMMWV in dienst in het Amerikaanse leger. Humvees dienen als vervoermiddel voor lading of troepen, als ambulance of als drager van verschillende typen wapens, zoals diverse machinegeweren, TOW antitankraketten en luchtdoelraketten. Daarnaast wordt het voertuig gebruikt om een bepaald type lichte houwitser te trekken.
Er is verder een type HMMWV waarmee het machinegeweer van binnenuit het voertuig bediend kan worden. Deze versie is bekend als de CROWS (Common Remotely Operated Weapon System) deze wordt bediend door een schutter achter de bestuurder, en werkt met een camera die weergeeft wat zich buiten het voertuig afspeelt. Hiermee loopt de schutter minder gevaar geraakt te worden. De CROWS installatie wordt op het dak aangebracht, deze is van binnenuit hetzelfde, met een ring waar normaal het machinegeweer zou komen met een luik voor de schutter.

## Zwakke punten

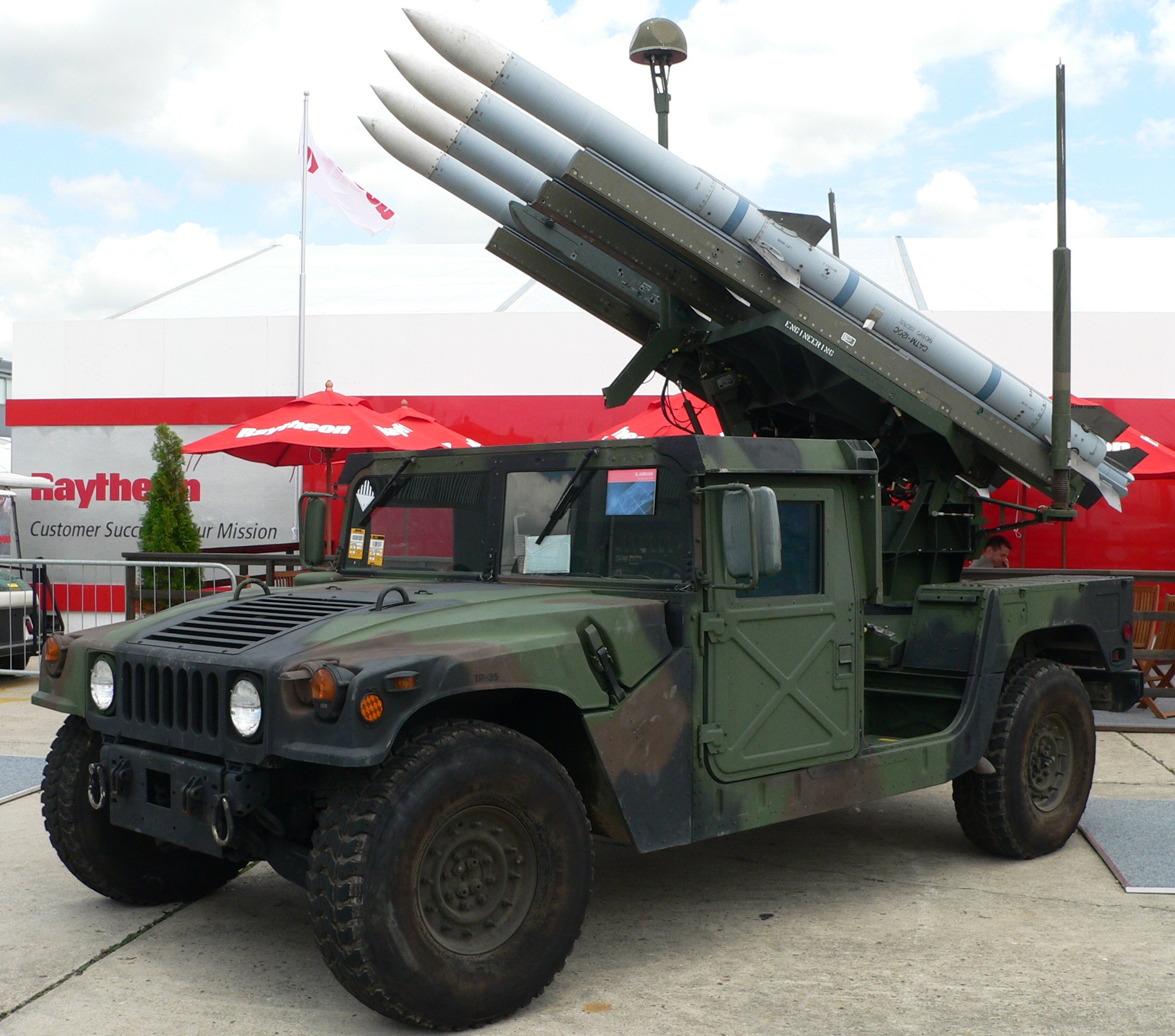
Automotive luchtverdediging AIM-120 versie

Het is gebleken dat de HMMWV erg snel schade oploopt door lichte infanteriewapens zoals AK-47's; het was niet ontworpen om tegen zulke wapens bescherming te bieden. Met het opkomen van asymmetrische oorlogsvoering kwam de HMMWV steeds meer in gevechtssituaties in steden terecht waar het voertuig kwetsbaar is.
De Humvee is ook niet bestand tegen raketwerpers; hoewel er verschillende pakketten bestaan om het pantser te verbeteren werden deze door de Amerikaanse troepen niet in groten getale gebruikt tijdens de Irakoorlog. Amerikaanse troepen improviseerden en brachten pantserplaten aan waarmee het gewicht van de wagens toenam, de snelheid omlaag ging en ze een grotere kans maken om te kantelen. Tijdens de Irakoorlog bleken de Humvees ook kwetsbaar te zijn voor zogenaamde IED's, geïmproviseerde explosieven, die in groten getale langs wegen werden gelegd. Begin 2006 waren er al 250 Humvees verloren gegaan in Irak.
Als reactie op de zwakten is AM General aangewezen om een beter bepantserde versie van de HMMWV op te leveren, genaamd de M1114. Deze wagen heeft een sterkere motor en een beter beschermde passagierscabine.

## Opvolger
In augustus 2015 kreeg het Amerikaanse bedrijf Oshkosh een order voor 17.000 Joint Light Tactical Vehicles, de opvolger van de HMMWV. De eerste voertuigen worden in het najaar van 2016 geleverd. In totaal zullen 55.000 voertuigen worden besteld met een totale waarde van $30 miljard. De nieuwe voertuigen bieden een betere bescherming voor de passagiers dan de HMMWV.